# Платоне (река)
Пла́тоне (устар. Платон; латыш. Platone) или Пла́тонис (лит. Platonis) — река в Латвии и Литве. В Латвии течёт по территории Елгавы и Елгавского края, в Литве — по территории Ионишкского района. Левый приток среднего течения Лиелупе.
Длина — 69 км (по другим данным — 64 км или 75 км). Начинается в полях около южной окраины деревни Шимкунай на границе Рудишкяйского и Ионишкского староств в Литве. Течёт от северного пологого склона Линкувской конечной морены по Земгальской равнине, преимущественно на северо-восток — север. В среднем течении возле деревни Платоняй пересекает латвийско-литовскую границу. Устье Платоне находится на высоте около 0,3 м над уровнем моря, в 71 км по левому берегу Лиелупе, на территории города Елгава в Латвии. Уклон — 1,1 м/км (по другим данным — 1,13 м/км), падение — 78 м. Площадь водосборного бассейна — 445 км² (по другим данным — 490 км² или 434 км²). Средний расход воды в среднем течении на латвийско-литовской границе — 0,6 м³/с. Объём годового стока — 0,07 км³.
Основные притоки:
- левые: Салдупис, Кукулинас, Вяшетинис[9];
- правые: Дименка[9], Сидрабе[11].